# Ca' del Frate
Ca’ del Frate (anche detto località Besnasca) è un sito fossilifero all'interno del sito UNESCO Monte San Giorgio, sul territorio di Viggiù (VA).

## Storia
Il sito, all'inizio degli anni ottanta, è stato oggetto di scavi paleontologici durati fino alla fine degli anni ‘90 a opera dell’Università degli Studi di Milano (dipartimento di Paleontologia) e del Civico Museo Insubrico di Storia Naturale, allora Museo di Storia Naturale di Induno Olona. 
Il sito, probabile origine dei fossili descritti da Repossi e da De Alessandri, era stato abbandonato e fu riscoperto dai volontari del museo del varesotto. Le ricerche hanno permesso di ritrovare l’affioramento, già da tempo completamente abbandonato e ricoperto da vegetazione, che fu aperto in prossimità di una piccola cava utilizzata dagli abitanti del luogo per l’estrazione di materiale edile, soprattutto per costruire rifugi sotterranei per l'esercito (ancora oggi visibili). Una riforma amministrativa aveva cambiato molti dei toponimi negli anni venti del Novecento e Ca' del Frate era stato rinominato in località Besnasca, scomparendo quindi dalle carte geografiche. 
De Alessandri descrisse la posizione stratigrafica del livello fossilifero contente pesci per distinguerlo da quello principale di Besano. Su questo dato si basa la convinzione che la località di Ca’ del Frate appartenga lo stesso livello a pesci, distante non più di 200 metri dalla cava citata ad inizio Novecento, stratigraficamente posizionato nella Kalkschieferzone del Calcare di Meride.
I fossili recuperate da questo sito a inizio Novecento sono spesso identificati come provenienti dai livelli del più noto sito di Besano. La matrice rocciosa dei due siti, però, è ben distinguibile: quella di Besano è costituita da dolomite laminata di colore grigio scuro o da scisti bituminosi neri, con fossili neri o parzialmente piritizzati; quella di Ca’ del Frate invece è più chiara, da bianca o grigia a marrone chiaro e raramente nera. I fossili di Ca’ del Frate sono sempre marroni, anche su matrice nera, e la pirite non è comune.

## Geologia e paleontologia
Il sito fa parte del Monte San Giorgio, ma non si tratta di uno dei livelli più famosi e sfruttati. La Kalkschieferzone infatti, membro superiore del Calcare di Meride, può essere ricca o addirittura ricchissima di pesci e artropodi. Tra i fossili di vertebrati, i rettili sono rari e appartenenti esclusivamente al taxon Lariosaurus valceresii. I pesci, al contrario, sono relativamente diffusi e comprendono attinotterigi basali e neotterigi appartenenti a una ventina di specie.
Tutt’altro che infrequenti sono i livelli di mortalità di massa di Prohalecites porroi, Peltopleurus e Caelatichthys. 
La diffusione delle specie restanti, diverse delle quali appartenenti a generi esclusivi della Kalkschieferzone, è invece più limitata e puntuale.
L'ultima campagna di scavo paleontologico a Ca' del Frate risale al 1997, quando la Dott.ssa Cristina Lombardo (Università degli Studi di Milano) stava svolgendo il suo dottorato di ricerca. 
La presenza di invertebrati d'acqua dolce (come crostacei del genere Vicluvia e branchiopodi del genere Laxitextella) associati a un'ittiofauna marina dimostra un forte apporto di acqua meteroica e continentale, suggerendo che la deposizione avvenisse in un’alternanza di ambienti marini, salmastri e d'acqua dolce.

## Come si raggiunge

Panoramica del sito di Ca' del Frate

il sito fossilifero di Ca' del Frate si raggiunge dalla "Besnasca" (località tra Viggiù e Besano-Piamo) percorrendo la strada militare, oppure per una passeggiata più naturalistica da Viggiù, passando da Monte Sant'Elia percorrendo il sentiero agro-silvo-pastorale che collega il colle fino alla strada militare. 
Il sito è stato allestito e ristrutturato con un finanziamento legge 77 seguito dal "Dipartimento di Scienze della Terra A. Desio" dell'Università degli Studi di Milano - La Statale, ed è attrezzato per essere visitato anche a persone con disabilità, in particolare da persone ipovedenti.
Il luogo dello scavo ora è tutelato e protetto da una recinzione con cancello: le cui chiavi sono custodite dagli ente gestori del sito, la Comunità Montana del Piambello e il Civico Museo Insubrico di Storia Naturale. Per visite si consiglia di contattare questi due enti.